# ويليام بلاكلي
ويليام بلاكلي (بالإنجليزية: William Faris Blakely)‏ هو عالم نبات أسترالي، ولد في 1875 في تنترفيلد (أستراليا) في أستراليا، وتوفي في 1 سبتمبر 1941 في Hornsby, New South Wales ‏ في أستراليا.